# Brandpuntsafstand

Een positieve lens
Lichtstralen, die evenwijdig invallen en de lens passeren, convergeren aan de andere kant van de lens.

De brandpuntsafstand van een lens of spiegel is gedefinieerd als de afstand tussen de lens en het punt waar lichtstralen, die evenwijdig aan de optische as invallen, na door de lens samenkomen omdat zij in de lens van richting zijn gebroken. Dat punt heet het brandpunt of de focus van de lens en is in de figuur hiernaast met een F aangegeven. De brandpuntsafstand wordt met {\displaystyle f} aangegeven en in lengte-eenheden (in meters) uitgedrukt.
Deze definitie is alleen voor dunne lenzen te gebruiken. Voor dikke lenzen en stelsels van lenzen, zoals in een verrekijker, moet de brandpuntsafstand anders worden gedefinieerd, met behulp van hoofdvlakken.
In plaats van de brandpuntsafstand wordt voor brillenglazen, voorzetlenzen en dergelijke de lenssterkte gebruikt, die is gedefinieerd als de omgekeerde waarde van de brandpuntsafstand. Er kan met de lenssterkte eenvoudiger worden gerekend dan met de brandpuntsafstand. De eenheid voor de lenssterkte is de dioptrie, gedefinieerd als 1 dpt = 1 m-1.
De brandpuntsafstand is in de fotografie een belangrijk begrip. Ieder objectief wordt behalve door de helderheid van het in het objectief voor de lenzen gebruikte glas door de brandpuntsafstand ervan bepaald.